# Nové Město (powiat Hradec Králové)
Nové Město – gmina w Czechach, w powiecie Hradec Králové, w kraju hradeckim. Według danych z dnia 1 stycznia 2014 liczyła 401 mieszkańców.